# أرئيل مارشال
أرئيل مارشال (بالإنجليزية: Arik Marshall)‏ هو عازف قيثارة أمريكي، ولد في 13 فبراير 1967 في تامبا في الولايات المتحدة.

## وصلات خارجية
- أرئيل مارشال على موقع IMDb (الإنجليزية)
- أرئيل مارشال على موقع ميوزك برينز (الإنجليزية)
- أرئيل مارشال على موقع أول ميوزيك (الإنجليزية)
- أرئيل مارشال على موقع ديسكوغز (الإنجليزية)